# カルロス・カルヴァリャル
カルロス・アウグスト・ソアレス・ダ・コスタ・ファリア・カルヴァリャル（Carlos Augusto Soares da Costa Faria Carvalhal  ,  1965年12月4日 - ）は、ポルトガル・ブラガ出身の元サッカー選手、サッカー指導者。

## 来歴

### 選手時代
1983年に地元のSCブラガでプロデビュー。以降、プリメイラ・リーガの数々のチームでプレー。1989-90シーズンはFCポルトでプレーしたものの、1試合の出場で終了。ブラガやGDシャヴェス、SCエスピーニョなどで主力として活躍し、1999年に引退した。

### 監督歴
1998-1999シーズン途中から、SCエスピーニョで監督業を開始、レイションイスSCを率いていた2001-02シーズンには、当時3部リーグに属していたチームをタッサ・デ・ポルトガルで決勝戦まで導き (決勝戦はスポルティングCPに1-0で敗退)、2002-03シーズンのUEFAカップ出場権をもたらした。2009-10シーズンにはスポルティングCPの監督を務めたものの、リーグ4位に終わり、1シーズンで退任。
2011年8月、トルコの強豪ベシクタシュJKの監督に就任するも、前2010-11シーズンの八百長騒動に巻き込まれるなど、不遇を囲い、シーズン途中で解任された。
2015年7月、イングランド・フットボールリーグ・チャンピオンシップ (実質2部リーグ) のシェフィールド・ウェンズデイFCの監督に就任。2015-16シーズンは前シーズン13位で終わったチームを6位まで引き上げ、更に翌2016-17シーズンは4位で終え、プレミアリーグ昇格プレーオフ戦に導くも、1回戦でハダーズフィールド・タウンFCにPK戦の末に敗れ、プレミアリーグに導くことは出来なかった。
2017-18シーズンは中位で苦しみ、2017年12月24日にシェフィールド・ウェンズデイFCの監督を辞任。しかしその4日後の同月28日に、プレミアリーグの下位に苦しむスウォンジー・シティAFCの監督に電撃就任。初采配となった31日のワトフォードFC戦で、同じポルトガル人監督のマルコ・シウバ監督との対決を2-1で制し、勝利をもたらした。
2020年7月28日、14年ぶりにSCブラガの監督に復帰した。
2022年6月1日、アル・ワフダ・アブダビの監督に就任した。
2022年11月2日、セルタ・デ・ビーゴの監督に就任した。